# Martim Branco
Martim Branco ist ein Dorf in der mittelportugiesischen Gemeinde (Freguesia) von Almaceda, im Kreis (Concelho) von Castelo Branco.
Es liegt 11 km südlich von Almaceda, und 20 km nordöstlich von Castelo Branco.
Es ist für seine Schieferarchitektur bekannt und gilt als ein authentisch erhaltenes, traditionelles Dorf. Insbesondere seine gemeinschaftlichen Backöfen und sein traditionelles Brot werden häufig im Zusammenhang mit dem Ort genannt.
Martim Branco gehört zur Route der Schieferdörfer, den Aldeias do Xisto.